# Habib Diarra
Mouhamadou Habib Diarra (Guédiawaye, 3 gennaio 2004) è un calciatore senegalese con cittadinanza francese, centrocampista del Sunderland e della nazionale senegalese.

## Carriera

### Club
Cresciuto nel settore giovanile dello Strasburgo, il 18 agosto 2021 firma il suo primo contratto da professionista con la squadra. Esordisce in prima squadra il 17 ottobre successivo, in occasione dell'incontro di Ligue 1 vinto per 5-1 contro il Saint-Étienne.

### Nazionale
Dopo avere giocato nelle nazionali giovanili francesi, nel marzo 2024 sceglie di rappresentare il Senegal, con cui esordisce il 22 del mese stesso nell'amichevole vinta 3-0 contro il Gabon.
Il 14 novembre 2024 realizza la sua prima rete per i leoni della Teranga decidendo la sfida vinta in trasferta contro il Burkina Faso.

## Statistiche

### Presenze e reti nei club
Statistiche aggiornate all'8 dicembre 2024.
| Stagione            | Squadra             | Campionato          | Campionato | Campionato | Coppe nazionali | Coppe nazionali | Coppe nazionali | Coppe continentali | Coppe continentali | Coppe continentali | Altre coppe | Altre coppe | Altre coppe | Totale | Totale |
| Stagione            | Squadra             | Comp                | Pres       | Reti       | Comp            | Pres            | Reti            | Comp               | Pres               | Reti               | Comp        | Pres        | Reti        | Pres   | Reti   |
| ------------------- | ------------------- | ------------------- | ---------- | ---------- | --------------- | --------------- | --------------- | ------------------ | ------------------ | ------------------ | ----------- | ----------- | ----------- | ------ | ------ |
| 2021-2022           | Strasburgo 2        | N3                  | 6          | 1          | -               | -               | -               | -                  | -                  | -                  | -           | -           | -           | 6      | 1      |
| 2022-2023           | Strasburgo 2        | N3                  | 1          | 0          | -               | -               | -               | -                  | -                  | -                  | -           | -           | -           | 1      | 0      |
| Totale Strasburgo 2 | Totale Strasburgo 2 | Totale Strasburgo 2 | 7          | 1          |                 | -               | -               |                    | -                  | -                  |             | -           | -           | 7      | 1      |
| 2021-2022           | Strasburgo          | L1                  | 4          | 0          | CF              | -               | -               | -                  | -                  | -                  | -           | -           | -           | 4      | 0      |
| 2022-2023           | Strasburgo          | L1                  | 29         | 3          | CF              | 1               | 0               | -                  | -                  | -                  | -           | -           | -           | 30     | 3      |
| 2023-2024           | Strasburgo          | L1                  | 31         | 3          | CF              | 4               | 1               | -                  | -                  | -                  | -           | -           | -           | 35     | 4      |
| 2024-2025           | Strasburgo          | L1                  | 13         | 2          | CF              | -               | -               | -                  | -                  | -                  | -           | -           | -           | 13     | 2      |
| Totale Strasburgo   | Totale Strasburgo   | Totale Strasburgo   | 77         | 8          |                 | 5               | 1               |                    | -                  | -                  |             | -           | -           | 82     | 9      |
| Totale carriera     | Totale carriera     | Totale carriera     | 84         | 9          |                 | 5               | 1               |                    | -                  | -                  |             | -           | -           | 89     | 10     |

### Cronologia presenze e reti in nazionale
| Cronologia completa delle presenze e delle reti in nazionale ― Senegal | Cronologia completa delle presenze e delle reti in nazionale ― Senegal | Cronologia completa delle presenze e delle reti in nazionale ― Senegal | Cronologia completa delle presenze e delle reti in nazionale ― Senegal | Cronologia completa delle presenze e delle reti in nazionale ― Senegal | Cronologia completa delle presenze e delle reti in nazionale ― Senegal | Cronologia completa delle presenze e delle reti in nazionale ― Senegal | Cronologia completa delle presenze e delle reti in nazionale ― Senegal |
| Data                                                                   | Città                                                                  | In casa                                                                | Risultato                                                              | Ospiti                                                                 | Competizione                                                           | Reti                                                                   | Note                                                                   |
| ---------------------------------------------------------------------- | ---------------------------------------------------------------------- | ---------------------------------------------------------------------- | ---------------------------------------------------------------------- | ---------------------------------------------------------------------- | ---------------------------------------------------------------------- | ---------------------------------------------------------------------- | ---------------------------------------------------------------------- |
| 22-3-2024                                                              | Amiens                                                                 | Senegal                                                                | 3 – 0                                                                  | Gabon                                                                  | Amichevole                                                             | -                                                                      | 73’                                                                    |
| 26-3-2024                                                              | Amiens                                                                 | Senegal                                                                | 1 – 0                                                                  | Benin                                                                  | Amichevole                                                             | -                                                                      |                                                                        |
| 6-6-2024                                                               | Diamniadio                                                             | Senegal                                                                | 1 – 1                                                                  | RD del Congo                                                           | Qual. Mondiali 2026                                                    | -                                                                      |                                                                        |
| 9-6-2024                                                               | Nouakchott                                                             | Mauritania                                                             | 0 – 1                                                                  | Senegal                                                                | Qual. Mondiali 2026                                                    | -                                                                      | 45’                                                                    |
| 6-9-2024                                                               | Diamniadio                                                             | Senegal                                                                | 1 – 1                                                                  | Burkina Faso                                                           | Qual. Coppa d'Africa 2025                                              | -                                                                      |                                                                        |
| 11-10-2024                                                             | Diamniadio                                                             | Senegal                                                                | 4 – 0                                                                  | Malawi                                                                 | Qual. Coppa d'Africa 2025                                              | -                                                                      | 52’                                                                    |
| 15-10-2024                                                             | Lilongwe                                                               | Malawi                                                                 | 0 – 1                                                                  | Senegal                                                                | Qual. Coppa d'Africa 2025                                              | -                                                                      | 59’                                                                    |
| 14-11-2024                                                             | Bamako                                                                 | Burkina Faso                                                           | 0 – 1                                                                  | Senegal                                                                | Qual. Coppa d'Africa 2025                                              | 1                                                                      | 64’                                                                    |
| 19-11-2024                                                             | Dakar                                                                  | Senegal                                                                | 2 – 0                                                                  | Burundi                                                                | Qual. Coppa d'Africa 2025                                              | 2                                                                      | 41’ 70’                                                                |
| 6-6-2025                                                               | Dublino                                                                | Irlanda                                                                | 1 – 1                                                                  | Senegal                                                                | Amichevole                                                             | -                                                                      |                                                                        |
| 10-6-2025                                                              | West Bridgford                                                         | Inghilterra                                                            | 1 – 3                                                                  | Senegal                                                                | Amichevole                                                             | 1                                                                      | 70’                                                                    |
| Totale                                                                 |                                                                        | Presenze                                                               | 11                                                                     |                                                                        | Reti                                                                   | 4                                                                      |                                                                        |